# Shu Kamo
Shu Kamo (加茂 周 Kamo Shu?), född 29 oktober 1939, är en japansk tidigare fotbollsspelare och tränare.
Shu Kamo var tränare för det japanska landslaget 1994-1997.